# Алехандро Гомес (плавець)
Алехандро Гомес (ісп. Alejandro Gómez, 22 квітня 1985) — венесуельський плавець.
Учасник Олімпійських Ігор 2012 року.
Призер Панамериканських ігор 2011 року.
Переможець Південнамериканських ігор 2002, 2006, 2010 років, призер 2014 року.